# Lost (3. évad)
A Lost című amerikai televíziós drámasorozat harmadik évada összesen 22 epizódot foglal magában. Első vetítésére az Amerikai Egyesült Államokban és Kanadában egy időben, 2006. október 4. és 2007. május 23. között került sor. A sorozat történetvezetése szerint az évad a 2004. november 28. (az Oceanic 815 lezuhanását követő 68. nap) és 2004. december 23. közötti történéseket dolgozza fel. Míg a producerek az első évadot a repülőgép-katasztrófa túlélői bemutatásának, s a másodikat a bunkerben történő eseményeknek szentelték, addig a harmadik középpontjába a „többiek” csoportját (azaz a szigeten élő őshonos lakosságot) állították.
A korábbi évadoknál problémát okozott, hogy az ABC (a megrendelő csatorna) azokat úgy vetítette, hogy az új rész előtt leadta a megelőző epizódot is, s így nem volt egyértelmű, hogy a meghirdetett időben az ismétlés vagy az új rész lesz-e látható. Engedve a nézők ezzel kapcsolatos panaszainak, ezt az évadot előzetes ismétlések nélkül adták. A csatorna döntése alapján, miszerint „ősszel is adniuk kell valamit” (ergó: nem várhatnak télig), az évadot két részletben sugározták: az első 6 epizódot október 4. és november 8. között este 9-kor, a többit – 12 hétnyi szünetet követően – 2007. február 7-től adták. Ezeken kívül három úgynevezett összefoglaló rész is adásba került az évad kapcsán, a már vetítettekből összeollózva, fogódzót nyújtva az újabbak értelmezéséhez: a „Lost - Egy túlélés története” (eredeti címe: Lost: A Tale of Survival) egy héttel az évadnyitány, míg a Lost „- Kézikönyv a túlélésről” (eredeti címe: Lost Survivor Guide) a második blokk első része, a „Lost - A válaszok” (eredeti címe: Lost: The Answers) pedig az évadzáró epizód előtt került adásba. Első DVD-kiadása a Buena Vista Home Entertainment gondozásában jelent meg 2007. december 11-én, 1-es régiókód alatt. A DVD-kiadás 7, a Blu-ray 6 lemezes.

## Stáb
Az évad a Touchstone Television (ma ABC Studios), a Bad Robot Productions és a Grass Skirt Productions koprodukciójában készült, s elsőként az ABC és a CTV vetítette az Egyesült Államokban, illetve Kanadában. Vezető producerei Jeffrey Jacob Abrams, Damon Lindelof, Bryan Burk, Jack Bender, Jeff Pinkner and Carlton Cuse voltak. Szövegkönyvírói Edward Kitsis (társproducer), Adam Horowitz (társproducer), Drew Goddard (társproducer), Elizabeth Sarnoff (producer), Christina M. Kim (történet-szerkesztő) és Brian K. Vaughan (vezető történet-szerkesztő). Rendezőként működött közre Jack Bender, Stephen Williams (producer), Paul Edwards és Eric Laneuville. Az évad felelősei (angolul: showrunner) Cuse és Lindelof.

## Szereplőgárda
A Lost harmadik évada 16 főszereplőt vonultat fel, a 2006-2007-es amerikai televíziós szezon sorozatai közül a második legtöbbet. (A legtöbb főszereplője ebben az időszakban a Született feleségeknek volt.)
Adewale Akinnuoye-Agbaje (Mr. Eko), Daniel Dae Kim (Jin-Soo Kwon), Dominic Monaghan (Charlie Pace), Emilie de Ravin (Claire Littleton), Evangeline Lilly (Kate Austen), Jorge Garcia (Hugo Reyes), Josh Holloway (James Ford vagy Sawyer), Matthew Fox (Jack Shephard), Naveen Andrews (Sayid Jarrah), Terry O’Quinn (John Locke) és Yunjin Kim (Sun-Hwa Kwon) az előző évadokhoz hasonlóan továbbra is főszerepben látható.
Desmond David Hume szerepében Henry Ian Cusick, illetve a második évadban Henry Gale néven felbukkanó Michael Emerson szintén főszerepet kapott. Új színészként tűnik fel Elizabeth Mitchell mint Juliet, a „többiek” csoportjának egy a szigetet végleg elhagyni szándékozó tagja.
A repülőgép-szerencsétlenség eddig háttérbe szorult – valójában a korábbi évadokban meg sem említett – túlélőiként kaptak szerepet Kiele Sanchez (Nikki) és Rodrigo Santoro (Paulo).
Számos vendégszereplő több epizódban is feltűnik, így M. C. Gainey (Tom), Tania Raymonde (Alex), illetve a már az első évadban is szereplő Mira Furlan (Danielle Rousseau), továbbá Andrew Divoff (Mikhail Bakunin), Nestor Carbonell (Richard Alpert) és Marsha Thomason (Naomi Dorrit). A „többiek” közül jelentősebb szerepet kapott még Michael Bowen (Danny Pickett), illetve ismét feltűnik William Mapother (Ethan Rom) – Ethan volt a sziget első őslakója, akivel a túlélők találkoztak. Sonya Walger (Penny Widmore) Desmond angliai barátnőjeként, illetve L. Scott Caldwell (Rose Henderson) és Sam Anderson (Bernard Nadler) mint egy házaspár az Oceanic 815-ösről szerepelnek.
Egy-egy epizódban feltűnnek még a sorozat egyes korábbi főszereplői is, nevezetesen Ian Somerhalder (Boone Carlyle), Maggie Grace (Shannon Rutherford) és Malcolm David Kelley (Walt Lloyd).

## Fogadtatás
Az évad első blokkja (az első hat részt, amelyeket a tengerentúlon ősszel vetítettek) egyes vélemények szerint túl sok kérdést vet fel, miközben túl kevés korábbira ad választ.

## Főbb kérdések
|  | Alább a cselekmény részletei következnek! |

Jack, Kate és Sawyer Michael árulásának köszönhetően a „Többiek” fogságába került. De vajon kik lehetnek ők valójában, és mit akarnak a foglyul ejtett túlélőktől?
Már a 2. évadban sejteni lehetett, hogy egyszer még feltevődik a kérdés: kit választ Kate – Jacket vagy Sawyert?
Mint kiderült, Sun annyi reménytelen év után végre teherbe esett. De vajon Jin az igazi apa?
Charlie hosszas megpróbáltatások által újra megbocsátást nyert Claire-től. De képes lesz Charlie teljesen elszakadni a drogtól?
A kulcs elfordítása után Desmond, Locke és Eko a bunkerben volt, mikor az felrobbant. Vajon sikerült túlélniük?

## Epizódok
| Kép | Cím                                                       | Első vetítés ABC   | Magyarországi premier RTL Klub | Főszereplők    | #       |
| --- | --------------------------------------------------------- | ------------------ | ------------------------------ | -------------- | ------- |
| | Két város története (A Tale of Two Cities)                | 2006. október 4.   | 2007. szeptember 28.           | Jack           | 301     |
| Jack, Kate és Sawyer arra ébrednek, hogy a Többiek foglyul ejtették őket.Jack szökni próbál, de kiderül mélyebben van mint gondolta. A visszatekintésből kiderül, hogy Jack féltékenysége miatt távolodott el tőle a felesége. |                                                           |                    |                                |                |         |
| | Az üvegbalerina (The Glass Ballerina)                     | 2006. október 4.   | 2007. október 5.               | Jin és Sun     | 302     |
| Sayid új jelzőtűznek keres helyet, de tervének végzetes következményei lehetnek Jin és Sun számára.A fogságba esett Kate és Sawyer összefog, együtt tervezik a szökést.A kételkedő Jacknek Ben furcsa ajánlatot tesz… amit egy még különösebb bemutatóval egészít ki.A visszatekintésben Jin kénytelen szembenézni Sun szeretőjével. |                                                           |                    |                                |                |         |
| | További utasítások (Further Instructions)                 | 2006. október 18.  | 2007. október 12.              | Locke          | 303     |
| Locke, Desmond és Eko túlélik a kulcs elfordítását a bunkerben. Locke-nak látomása van, amelyben Boone arra utasítja, hogy mentse meg Charlie-val Eko-t a jegesmedvétől. Hurley rájön, hogy Desmond látja a jövőt. |                                                           |                    |                                |                |         |
| | Mindenki magáért felel (Every Man for Himself)            | 2006. október 25.  | 2007. október 19.              | Sawyer         | 304     |
| Collen meghal, és férje, Pickett mérgében megüti Sawye-rt. Sawyer-t átverik, hogy a pacemaker, amit beleültettek felrobbantja a szívét, ha a pulzusa 140 felé szökik. Ben felfedi a titkot Sawyer előtt, hogy képtelenek megszökni, hisz egy másik szigeten vannak, mint ahová lezuhantak. A visszaemlékezésekben Sawyer kiszabadul a börtönből, és megtudja, hogy van egy lánya. Miután közli, hogy sose fog róla gondoskodni, egy jókora összeget ad a lányának névtelenül. |                                                           |                    |                                |                |         |
| | Az élet ára (The Cost of Living)                          | 2006. november 1.  | 2007. október 26.              | Mr. Eko        | 305     |
| Eko követ valakit, aki úgy néz ki, mint az öccse. Kiderül, hogy ez a valaki a füst szörny, aki megpróbálja megölni Eko-t. Jack rájön, hogy azért lett túszul ejtve, hogy műtse meg Ben gerinc tumorját. Juliet Jack-kel szövetkezik Ben ellen, és arra kéri, hogy a műtét alatt ölje meg Bent, de balesetnek tüntesse fel. A visszaemlékezésekben Eko pappá válik Yemi halála után, és megöl jó pár embert, hogy megvédje a faluját. |                                                           |                    |                                |                |         |
| | Igen! (I Do)                                              | 2006. november 8.  | 2007. november 9.              | Kate           | 306     |
| Sawyer és Kate szeretkeznek. Pickett majdnem megöli Sawyer-t. Jack megállítja Ben műtétét és megfenyegeti a Többieket, hogy megöli Ben-t, ha nem engedik el Kate-et és Sawyer-t. A visszaemlékezésekben Kate próbál normális életet élni, és férjhez menni, de kudarcba fullad, mert ismételten menekülnie kell a múltja elől. |                                                           |                    |                                |                |         |
| | De nem Portlandben (Not in Portland)                      | 2007. november 30. | 2007. február 7.               | Juliet         | 307     |
| Alex egy katamaránt ad Kate-nek és Sawyer-nek, hogy vissza tudjanak menni a szigetre, de távozásuk előtt arra kéri meg őket, hogy szabadítsák ki a barátját, Karlt, aki egy szobába van bezárva, és egy videóval mossák át az agyát. Juliet megöli Pickett-et, aki a menekülő Kate-et és Sawyert üldözi. Jack befejezi Ben műtétét. A visszaemlékezésekből kiderül, hogy Juliet már három éve a szigeten tartózkodik, és fogamzással foglalkozik, valamint teherbe tutta ejteni meddő nővérét. |                                                           |                    |                                |                |         |
| | Csak egy villanás (Flashes Before Your Eyes)              | 2007. február 14.  | 2007. november 30.             | Desmond        | 308     |
| Charlie és Hurley kitalálják, hogy leitatják Desmond-ot, hogy kiderítsék hogyan képes látni a jövőt. Egy kibővített visszaemlékezés bemutatja, hogy mi is történt Desmonddal a robbanás után. Desmond újraél egy napot a feleségével, Penny-vel, azelőttről. még mielőtt a szigetre érkezett volna, majd újra a szigeten találja magát a jövőlátó képességgel, csak épp látja Charlie halálát. |                                                           |                    |                                |                |         |
| | Idegen egy ismeretlen földön (Stranger in a Strange Land) | 2007. február 21.  | 2007. december 7.              | Jack           | 309     |
| Julie-tet kihallgatják amiért megölte Pickett-et. Jack és Ben segítségével nem kap halálbüntetést. A Többiek és Jack visszamennek a Többiek otthonaiba, ami egy másik szigeten van. A visszaemlékezésekből kiderül, hogy Jack a tetoválását egy Thaiföldi nyaraláson szerezte. |                                                           |                    |                                |                |         |
| | Tricia Tanaka halott (Tricia Tanaka Is Dead)              | 2007. február 28.  | 2007. december 14.             | Hurley         | 310     |
| Kate és Sawyer visszaérkeznek a partra. Sayid és Locke követi Kate-et, hogy megtalálják Rousseau-t, remélve, hogy információval szolgál Alexről. Hurley talál egy öreg teherautót a dzsungelben. és abban reménykedik, hogy ez majd újra erőt és hitet ad az embereknek. Megkéri Jin-t Charlie-t és Sawyer-t hogy segítsenek neki megjavítani. A visszaemlékezésekben Hurley apja újra visszatér a családhoz azon idő alatt, amikor lottómilliomos lett a fiából. |                                                           |                    |                                |                |         |
| | 77 (Enter 77)                                             | 2007. március 7.   | 2007. december 21.             | Sayid          | 311     |
| Locke, Sayid és Kate egy Dharma állomás után nyomoznak, ahol megismerkednek Mikhail-lal. Ahogy elhagyják az állomást, Locke felrobbantja. Sawyer Hurley ellen küzd meg egy pingpong bajnokságban, hogy visszaszerezze a holmijait, de elveszti a játszmát, így büntetésül egy hétig senkit nem hívhat az általa kitalált beceneveken. A visszaemlékezésekben Sayid találkozik egy áldozatával Párizsban, akit korábban megkínzott. |                                                           |                    |                                |                |         |
| | Légiposta (Par Avion)                                     | 2007. március 14.  | 2008. január 4.                | Claire         | 312     |
| Claire megpróbál üzenetet kötni egy madár lábára. A kíváncsi és mérges Desmond megpróbálja megakadályozni Claire tervét, ám összetűzésbe kerül Charlie-val, és felfedi a látomásban látott titkot. A visszaemlékezésben kiderül, hogy Christian Shepherd Claire biológiai apja. A sziget másik oldalán Locke, Sayid, Kate és Danielle megtalálják a hangkerítést ami megvédi a Többiek otthonait, ezért Locke átlöki Mikhail-t a kerítésen aki rögtön meghal. Rájönnek, ha átmásszák a kerítést akkor sértetlenül megússzák. |                                                           |                    |                                |                |         |
| | A tallahassee-i férfi (The Man From Tallahassee)          | 2007. március 21.  | 2008. január 11.               | Locke          | 313     |
| Locke, Sayid és Kate először találkozik a Többiek otthonaival és úgy látják Jack boldog köztük. Jack és Juliet kapcsolata egyre jobban kibontakozik, és kötnek egy alkut Ben-nel, hogy távozhatnak a szigetről a tangeralattjáróval, de Locke felrobbantja. Ben felfedi a titkot Locke túszként tartott apjáról. A visszaemlékezésben Locke-ot kilöki az apja egy ablakon keresztül és ezért kerül tolószékbe. |                                                           |                    |                                |                |         |
| | Leleplezés (Exposé)                                       | 2007. március 28.  | 2008. január 18.               | Paulo és Nikki | 314     |
| Charlie elárulja Sun-nak, hogy ő és Sawyer álltak az elrablásának hátterében. A túlélők nyomoznak Nikki és Paulo hirtelen halála után. A visszaemlékezésben kiderül, hogy Nikki és Paulo gyémántok miatt vitatkoznak, amit egy milliomos televízió igazgatótól loptak. Nikki mérges pókokat szabadít Paulora, de mindkettőjüket megcsípik, és nyolc órás paralízisbe kerülnek. A túlélők nem tudják, hogy nem halottak hanem le vannak bénulva, és élve temetik el őket. |                                                           |                    |                                |                |         |
| | Hátrahagyva (Left Behind)                                 | 2007. április 4.   | 2008. január 25.               | Kate           | 315     |
| A Többiek és Locke elhagyják a Többiek táborát maguk mögött hagyva Jack-et Kate-et Sayid-ot és Juliet-et. Megmutatkozik, hogy a hangkerítés védelmet ad a füstszörny elől. A visszaemlékezésben Kate visszatér az édesanyjához aki látni sem akarja. |                                                           |                    |                                |                |         |
| | Egy közülünk (One of Us)                                  | 2007. április 11.  | 2008. február 1.               | Juliet         | 316     |
| Jack, Sayid, Kate és Juliet visszatérnek a partra. Jack-et kérdőre vonják a többiek amiért megbízik Juliet-ben. Egy rejtélyes betegség jelentkezik Claire-en amit a Többiek juttattak belé. Juliet vigyáz rá. A visszaemlékezésben megismerhetjük Juliet történetét a szigeten. Azért hívták ide, hogy segítsen azokon a nőkön akik a szigeten estek teherbe, mert a szülés előtt mind meghaltak. |                                                           |                    |                                |                |         |
| | A 22-es csapdája (Catch 22)                               | 2007. április 18.  | 2008. február 6.               | Desmond        | 317     |
| A fények által Desmond odavezeti Charlie-t, Hurley-t és Jin-t a fény forrásához, ahol megtalálják Naomi-t az ejtőernyőst. Kate ismét Sawyer-hez áll miután látta Jack-et és Juliet-et kettesben. A visszaemlékezésben Desmond-ot láthatjuk szerzetesként ahogy találkozik Penny-vel. |                                                           |                    |                                |                |         |
| | D.O.C. (D.O.C.)                                           | 2007. április 25.  | 2008. február 13.              | Jin és Sun     | 318     |
| Miután Sun megtudja, hogy a terhes nők a szigeten mind meghalnak megengedi Juliet-nek, hogy megvizsgálja őt a Dharma állomáson. Juliet folyamatosan jelent Ben-nek. Desmond találkozik az életben lévő Mikhail-lal aki segít megmenteni Naomi életét. A visszaemlékezésben Sun-t megfenyegeti Jin biológiai anyja akiről Sun úgy tudta halott. Hurley megtudja Naomi-tól, hogy az Oceanic 815-ös járatát megtalálták, és egyetlen túlélő sem volt a fedélzeten. |                                                           |                    |                                |                |         |
| | A vitorláshajó (The Brig)                                 | 2007. május 2.     | 2008. február 20.              | Locke          | 319     |
| A visszaemlékezésből megtudjuk, hogy Locke a Többiekkel élt, akiknél fogságban volt az apja. A jelenben Locke meggyőzi Sawyer-t, hogy menjen vissza vele a Fekete Sziklához, hogy találkozzon Locke apjával. Sawyer megtudja, hogy Locke apja ő az eredeti Sawyer és megöli. |                                                           |                    |                                |                |         |
| | A férfi a függöny mögött (The Man Behind The Curtain)     | 2007. május 9.     | 2008. február 27.              | Ben            | 320     |
| Locke visszatér a Többiekhez és Ben irigykedve vezeti el őt a Többiek titokzatos vezetőjéhez, Jacob-hoz. Locke nem látja Jacob-ot de hallja őt, ezért Ben lelövi és hagyja meghalni. A túlélők bizalmatlansága Jack-el szemben a tetőpontjára hág, amikor kiderítik, hogy Juliet egy kém, de Juliet felfedi a titkot, hogy végig Jack-el volt a Többiek ellen. A visszaemlékezésben kiderül, hogy Ben kisfiúként érkezett a szigetre Dharma kezdeményezés útján. Ben összejátszott a Többiekkel (legalábbis egyikükkel Richard Alpert-tel aki nem öregedett az elmúlt 30 évben), és megölte a Dharmások nagy részét. |                                                           |                    |                                |                |         |
| | A legjobb részek (Greatest Hits)                          | 2007. május 16.    | 2008. március 4.               | Charlie        | 321     |
| Jack rájön a Többiek tervére: csapdába csalják a túlélőket és elrabolják a terhes nőket. Egy tervet eszel ki amiben megöli a Többieket dinamittal. Desmond tájékoztatja Charlie-t egy másik látomásáról amelyben Claire és Aaron úgy menekülnek meg, ha Charlie leúszik a vízalatti Dharma állomáshoz, ami folyamatosan blokkolja a kimenő jeleket. Ahhoz, hogy ez működhessen Charile-nak meg kell halnia. Charlie elfogadja a sorsát és sikerrel jár el, így Sayid üzenetet tud küldeni Naomi telefonjáról. Charile leírja az öt legnagyszerűbb pillanatát az életéből és megkéri Desmond-ot, hogy adja oda Claire-nek. |                                                           |                    |                                |                |         |
| | Tükörországban I-II. (Through The Looking Glass I-II.)    | 2007. május 16.    | 2008. március 4.               | Jack           | 322 323 |
| Jack-nek az a terve, hogy megöli a támadni készülő Többieket, és segítségül kéri Sayid-ot, Jin-t és Bernard-ot, akik a parton fognak lecsapni. Rousseau vezetésével a többi túlélő felmegy a rádiótoronyhoz, hogy kikapcsolják a nő vészjelzéseit. Naomi kapcsolatot létesít a hajójával, de Locke hátba szúrja, mivel úgy gondolja, hogy hibát követnek el. Miután Charlie sikeresen leállítja a blokkolást, és sikerül kapcsolatba lépnie Penny-vel, megtudja hogy neki semmilyen kapcsolata sincs Naomi hajójával, de megszakad a kapcsolat, amikor Mikhail a helyiségbe dob egy gránátot. Mielőtt teljesen ellepné a víz, a tenyerére írja: "Nem Penny hajója." Sawyer, Juliet és Hurley megmenekítik a túlélőket a partról. A visszaemlékezésekkel ellentétben, most a jövőbe látunk: Jack zavaros életét látjuk, miután megmenekült a szigetről. Épp Kate-tel találkozik, akinek azt fejtegeti, hogy nem szabadott volna eljönniük a szigetről. |                                                           |                    |                                |                |         |

|  | Itt a vége a cselekmény részletezésének! |